# ثوليوم
الثوليوم (بالإنجليزية: Thulium)، عنصر كيميائي له الرمز Tm والعدد الذري 69 في الجدول الدوري وهو من اللانثانيدات. هو العنصر الثالث عشر والثالث في سلسلة اللانثينيد. مثل اللانثينيدات الأخرى، فإن حالة الأكسدة الأكثر شيوعًا هي +3، تظهر في أكسيدها، هاليدات ومركبات أخرى؛ لأنه يحدث في وقت متأخر من السلسلة، ومع ذلك، فإن حالة الأكسدة +2 تستقر أيضًا بواسطة الغلاف 4f الكامل تقريبًا الذي ينتج. في المحاليل المائية، مثل مركبات اللانثينيدات المتأخرة الأخرى، تشكل مركبات الثوليوم القابلة للذوبان معقدات تنسيق مع تسعة جزيئات ماء.
الثوليوم هو العنصر الثالث عشر والثالث الأخير في سلسلة اللانثانيدات. مثل اللانثانيدات الأخرى، فإن حالة الأكسدة الأكثر شيوعًا هي +3، والتي تُرى في أكاسيدها، هاليدات ومركبات أخرى؛ نظرًا لأنه يحدث في وقت متأخر جدًا من السلسلة، يتم أيضًا استقرار حالة الأكسدة +2 بواسطة غلاف 4f الكامل تقريبًا الناتج. في محلول مائي، مثل مركبات اللانثانيدات المتأخرة الأخرى، تشكل مركبات الثوليوم القابلة للذوبان مجمعات تنسيق مع تسعة جزيئات ماء.
في عام 1879، قام الكيميائي السويدي بير تيودور كليف بفصل مكونين آخرين غير معروفين سابقًا عن أكسيد الأرض النادر أكسيد الإربيوم الثلاثي، أطلق عليه اسم هولميا وتوليا؛ كان هذان هما أكاسيد الهولميوم والثوليوم على التوالي. تم الحصول على عينة نقية نسبيًا من معدن الثوليوم لأول مرة في عام 1911.
عنصر الثوليوم هو ثاني أقل اللانثانيدات وفرة، بعد البروميثيوم غير المستقر إشعاعيًا والذي يوجد فقط بكميات ضئيلة على الأرض. إنه معدن عملي بسهولة مع بريق رمادي فضي لامع. إنها لينة إلى حد ما وتتلاشى ببطء في الهواء. على الرغم من ارتفاع سعره وندرته، يستخدم الثوليوم كمصدر للإشعاع في أجهزة الأشعة السينية المحمولة، وفي بعض أنواع الليزر الصلبة. ليس لها دور بيولوجي مهم وليست سامة بشكل خاص.

## الخصائص

### الخصائص الفيزيائية
يحتوي معدن الثوليوم النقي على بريق فضي لامع يتلوه عند التعرض للهواء. يمكن قطع المعدن بسكين،  حيث أن صلابة موس تتراوح من 2 إلى 3 ؛ إنه مرن ومرن. الثوليوم مغنطيسي مغناطيسي أقل من 32 K، مضاد مغناطيسي بين 32 و 56 K، والمغناطيسية فوق 56 K.
يحتوي الثوليوم على اثنين من التآصلات الرئيسية: رباعي الزوايا α-Tm والأكثر استقرارًا سداسيًا β-Tm.

### الخواص الكيميائية
يتلاشى الثوليوم ببطء في الهواء ويحترق بسرعة عند 150 درجة مئوية لتكوين أكسيد الثوليوم (III) :
4Tm + 3O2 → 2Tm2O3
الثوليوم هو تماما كهربي ويتفاعل ببطء مع الماء البارد وبسرعة مع الماء الساخن لتشكيل الثوليوم هيدروكسيد:
2Tm(s) + 6 H2O(l) → 2Tm(OH)3(aq) + 3H2(g)
يتفاعل الثوليوم مع جميع الهالوجينات. تكون التفاعلات بطيئة في درجة حرارة الغرفة، لكنها قوية فوق 200 درجة مئوية:
2Tm(s) + 3F2(g) → 2TmF3(s) (أبيض)
2Tm(s) + 3Cl2(g) → 2TmCl3(s) (أصفر)
2Tm(s) + 3Br2(g) → 2TmBr3(s) (أبيض)
2Tm(s) + 3I2(g) → 2TmI3(s) (أضفر)
يذوب الثوليوم بسهولة في حمض الكبريتيك المخفف لتشكيل محاليل تحتوي على أيونات Tm (III) الخضراء الباهتة، والتي توجد على شكل  مجمعات:
2Tm(s) + 3H2SO4(aq) → 2Tm3+(aq) + 3SO2−4(aq) + 3H2(aq)
يتفاعل الثوليوم مع عناصر معدنية وغير معدنية مختلفة مكونة مجموعة من المركبات الثنائية، بما في ذلك، ، ، ، ،  و.  في تلك المركبات، يُظهر الثوليوم حالات تكافؤ +2 و +3، ومع ذلك، فإن حالة +3 هي الأكثر شيوعًا وقد لوحظت هذه الحالة فقط في محاليل الثوليوم. يوجد الثوليوم كأيون Tm(3+) في المحلول. في هذه الحالة، يكون أيون الثوليوم محاطًا بتسعة جزيئات من الماء. تعرض أيونات Tm 3+ لمعانًا أزرقًا ساطعًا.
أكسيد الثوليوم الوحيد المعروف هو أكسيد الثوليوم . يسمى هذا الأكسيد أحيانًا «ثوليا». يمكن صنع مركبات الثوليوم الأرجواني المحمر (II) عن طريق تقليل مركبات الثوليوم (III). تتضمن أمثلة مركبات الثوليوم (II) الهاليدات (باستثناء الفلورايد). بعض مركبات الثوليوم المميهة مثل  و  أخضر أو أبيض مخضر. يتفاعل ثنائي كلوريد الثوليوم بشدة مع الماء. ينتج عن هذا التفاعل غاز الهيدروجين و هيدروكسيد الثوليوم لونًا باهتًا ضارب إلى الحمرة.  مزيج من الثوليوم والكالكوجين ينتج عنه كالكوجينيد الثوليوم.
يتفاعل الثوليوم مع كلوريد الهيدروجين لإنتاج غاز الهيدروجين وكلوريد الثوليوم. مع حامض النيتريك ينتج نترات الثوليوم، أو.

### النظائر
تتراوح نظائر الثوليوم من  إلى. وضع الاضمحلال الأساسي قبل أكثر النظائر المستقرة وفرة، هو التقاط الإلكترون، والوضع الأساسي بعد ذلك هو انبعاث بيتا. منتجات الاضمحلال الأولية من قبل  هي نظائر العنصر 68 (الإربيوم)، والمنتجات الأولية بعد ذلك هي نظائر العنصر 70 (الإيتربيوم).
الثوليوم 169 هو النظير البدائي الوحيد للثوليوم وهو النظير الوحيد للثوليوم الذي يُعتقد أنه مستقر؛ من المتوقع أن يخضع لاضمحلال ألفا إلى هولميوم -165 مع عمر نصفي طويل جدًا. أطول النظائر المشعة عمرا هي الثوليوم -171، الذي يبلغ نصف عمره 1.92 سنة، والثوليوم -170، الذي يبلغ عمره النصفي 128.6 يومًا. معظم النظائر الأخرى لها فترات نصف عمر لبضع دقائق أو أقل. تم الكشف عن 35 نظيرًا و 26 أيزومرًا نوويًا للثوليوم.  تتحلل معظم نظائر الثوليوم الأخف من 169 وحدة كتلة ذرية عن طريق التقاط الإلكترون أو تحلل بيتا زائد، على الرغم من أن بعضها يُظهر انحلال ألفا أو انبعاث بروتون. تخضع النظائر الأثقل لانحلال بيتا ناقص.

## تاريخ

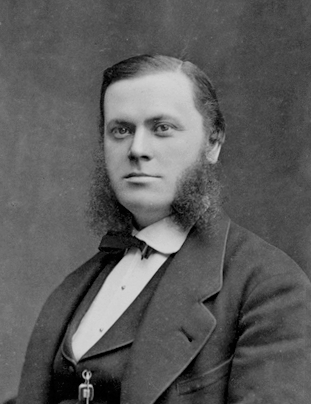
العالم بير تيودور كليفه الذي اكتشف الثوليوم والهولميوم.

اكتشف الكيميائي السويدي بير تيودور كليف الثوليوم في عام 1879 من خلال البحث عن الشوائب في أكاسيد العناصر الأرضية النادرة الأخرى (كانت هذه هي نفس الطريقة التي استخدمها كارل جوستاف موساندر سابقًا لاكتشاف بعض العناصر الأرضية النادرة الأخرى). بدأ كليف بإزالة جميع ملوثات أكسيد الإربيوم الثلاثي. عند المعالجة الإضافية، حصل على مادتين جديدتين؛ واحد بني والآخر أخضر. كانت المادة البنية هي أكسيد عنصر الهولميوم وأطلق عليها كليف اسم هولميوم، وكانت المادة الخضراء هي أكسيد عنصر غير معروف. أطلق كليف على أكسيد ثوليا وعنصره ثوليوم نسبة إلى ثول، وهو اسم مكان يوناني قديم مرتبط بالدول الاسكندنافية أو آيسلندا. كان الرمز الذري للثوليوم هو Tu، ولكن تم تغييره إلى Tm.
كان الثوليوم نادرًا جدًا بحيث لم يكن لدى أي من العمال الأوائل ما يكفي منه لتنقية كافية لرؤية اللون الأخضر بالفعل؛ كان عليهم أن يكتفوا بالمراقبة الطيفية لتقوية نطاقي الامتصاص المميزين، حيث تمت إزالة الإربيوم تدريجياً. كان تشارلز جيمس أول باحث حصل على الثوليوم النقي تقريبًا، وهو بريطاني مغترب يعمل على نطاق واسع في كلية نيو هامبشاير في دورهام بالولايات المتحدة الأمريكية. في عام 1911 أبلغ عن نتائجه، بعد أن استخدم طريقته المكتشفة في التبلور الجزئي للبرومات للقيام بالتنقية. اشتهر بحاجته إلى 15000 عملية تنقية لإثبات أن المادة كانت متجانسة.
تم تقديم أكسيد الثوليوم عالي النقاء لأول مرة تجاريًا في أواخر الخمسينيات من القرن الماضي، نتيجة لاعتماد تقنية فصل التبادل الأيوني. قدم قسم ليندسي الكيميائي التابع لشركة شركة البوتاس والكيماويات الأمريكية درجات نقاء 99٪ و 99.9٪. تذبذب سعر الكيلوغرام بين 4600 دولار أمريكي و 13300 دولار أمريكي في الفترة من 1959 إلى 1998 مقابل 99.9٪ من النقاوة، وكان ثاني أعلى سعر لللانثانيدات بعد اللوتيتيوم.

## حقيقة

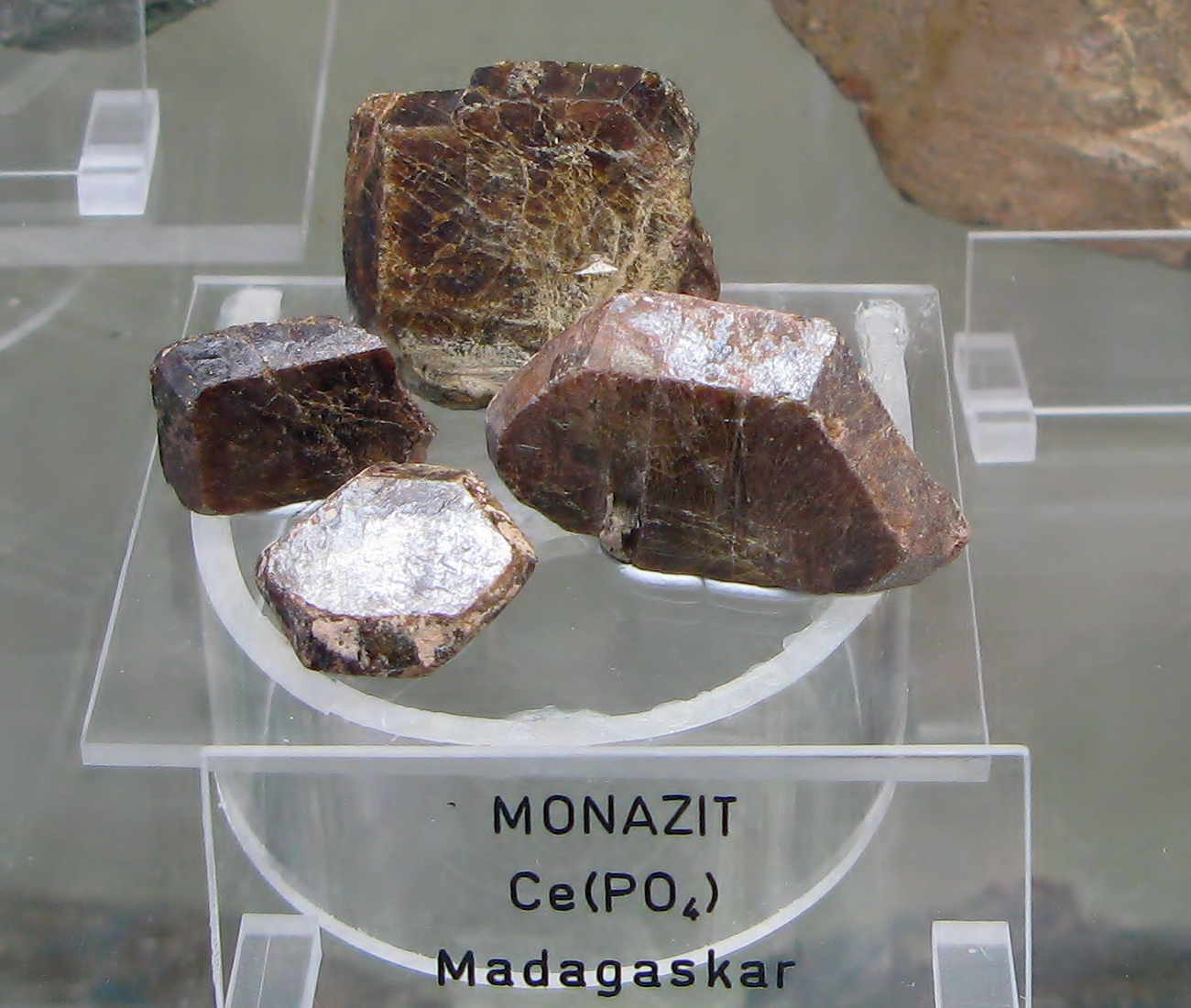
تم العثور على الثوليوم في معدن المونازيت

لا يوجد العنصر أبدًا في الطبيعة في شكل نقي، ولكنه يوجد بكميات صغيرة في المعادن ذات العناصر الأرضية النادرة الأخرى. غالبًا ما يوجد الثوليوم مع المعادن التي تحتوي على الإيتريوم والجادولينيوم. على وجه الخصوص، يحدث الثوليوم في معدن الجادولينيت. ومع ذلك، يوجد الثوليوم أيضًا في معادن المونازيت والزينوتيم والأوكسينيت. لم يتم العثور على الثوليوم منتشرًا على العناصر الأرضية النادرة الأخرى في أي معدن حتى الآن. وفرتها في القشرة الأرضية 0.5 مجم / كجم بالوزن و 50 جزء من المليار بالمول. يشكل الثوليوم حوالي 0.5 جزء في المليون من التربة، على الرغم من أن هذه القيمة يمكن أن تتراوح من 0.4 إلى 0.8 جزء في المليون. يشكل الثوليوم 250 جزءًا لكل كوادريليون من مياه البحر. في النظام الشمسي، يوجد الثوليوم بتركيزات 200 جزء لكل تريليون بالوزن و 1 جزء لكل تريليون بالمولات. يحدث خام الثوليوم بشكل شائع في الصين. ومع ذلك، تمتلك أستراليا والبرازيل وغرينلاند والهند وتنزانيا والولايات المتحدة أيضًا احتياطيات كبيرة من الثوليوم. إجمالي احتياطيات الثوليوم حوالي 100000 طن. الثوليوم هو اللانثانيد الأقل وفرة على الأرض باستثناء البروميثيوم المشع.

## إنتاج
يُستخرج الثوليوم بشكل أساسي من خامات المونازيت (~ 0.007٪ ثوليوم) الموجود في رمال الأنهار، من خلال التبادل الأيوني. أدت تقنيات التبادل الأيوني واستخراج المذيبات الحديثة إلى فصل أسهل للعناصر الأرضية النادرة، مما أدى إلى انخفاض تكاليف إنتاج الثوليوم. المصادر الرئيسية اليوم هي طين الامتزاز الأيوني في جنوب الصين. في هذه، حيث يكون حوالي ثلثي إجمالي محتوى الأرض النادرة هو الإيتريوم، يكون الثوليوم حوالي 0.5 ٪ (أو تقريبًا مرتبط باللوتيتيوم من أجل الندرة). يمكن عزل المعدن عن طريق اختزال أكسيده بمعدن اللانثانم أو عن طريق تقليل الكالسيوم في حاوية مغلقة. لا تعتبر أي من مركبات الثوليوم الطبيعية ذات أهمية تجارية. يتم إنتاج ما يقرب من 50 طنًا من أكسيد الثوليوم سنويًا. في عام 1996، كان أكسيد الثوليوم يكلف 20 دولارًا أمريكيًا للجرام الواحد، وفي عام 2005، تكلف 99 ٪ من مسحوق معدن الثوليوم النقي 70 دولارًا أمريكيًا للجرام.

## التطبيقات

### الليزر
عقيق الإيتريوم الألومنيوم ثلاثي المنشطات هولميوم - كروم - ثوليوم (Ho: Cr: Tm: YAG، أو Ho، Cr، Tm: YAG) عبارة عن مادة ليزر متوسطة نشطة ذات كفاءة عالية. إنه يتأرجح عند 2080 نانومتر في الأشعة تحت الحمراء ويستخدم على نطاق واسع في التطبيقات العسكرية والطب والأرصاد الجوية. يعمل ليزر YAG أحادي العنصر الثوليوم (Tm: YAG) عند 2010 نانومتر. يعتبر الطول الموجي لليزر القائم على الثوليوم فعالاً للغاية في الاستئصال السطحي للأنسجة، مع الحد الأدنى من عمق التخثر في الهواء أو في الماء. هذا يجعل ليزر الثوليوم جذابًا للجراحة القائمة على الليزر.

### مصدر الأشعة السينية
على الرغم من تكلفتها العالية، تستخدم أجهزة الأشعة السينية المحمولة الثوليوم الذي تم قصفه بالنيوترونات في مفاعل نووي لإنتاج نظير ثوليوم-170، بعمر نصف يبلغ 128.6 يومًا وخمسة خطوط انبعاث رئيسية ذات كثافة مماثلة (عند 7.4، 51.354 و 52.389 و 59.4 و 84.253 كيلو فولت). هذه المصادر المشعة لها عمر مفيد يبلغ حوالي عام واحد، كأدوات في التشخيص الطبي وطب الأسنان، وكذلك للكشف عن العيوب في المكونات الميكانيكية والإلكترونية التي يتعذر الوصول إليها. لا تحتاج هذه المصادر إلى حماية واسعة من الإشعاع - فقط كوب صغير من الرصاص. وهي من بين أكثر مصادر الإشعاع شيوعًا للاستخدام في التصوير الشعاعي الصناعي. يكتسب الثوليوم -170 شعبية كمصدر للأشعة السينية لعلاج السرطان عن طريق المعالجة الكثبية (العلاج الإشعاعي المختوم المصدر).

### آخرى
تم استخدام الثوليوم في الموصلات الفائقة ذات درجة الحرارة العالية على غرار الإيتريوم. يحتمل أن يستخدم الثوليوم في الفريت والمواد المغناطيسية الخزفية المستخدمة في معدات الميكروويف.  يشبه الثوليوم أيضًا سكانديوم من حيث أنه يستخدم في إضاءة القوس لطيفه غير المعتاد، وفي هذه الحالة، خطوط الانبعاث الخضراء، والتي لا تغطيها عناصر أخرى. لأن الثوليوم تتفلور مع اللون الأزرق عند التعرض لل أشعة فوق البنفسجية، يتم وضع الثوليوم إلى اليورو الأوراق النقدية كإجراء ضد التزوير. تم استخدام التألق الأزرق لكبريتات الكالسيوم المشبعة بـ Tm في مقاييس الجرعات الشخصية للرصد البصري للإشعاع. هاليدات (Tm-doped) حيث يكون Tm في حالة التكافؤ 2+، هي مواد إنارة واعدة يمكن أن تجعل نوافذ توليد الكهرباء فعالة بناءً على مبدأ المكثف الشمسي الإنارة، ممكنًا.

## الدور البيولوجي والاحتياطات
أملاح الثوليوم القابلة للذوبان سامة بشكل معتدل، لكن أملاح الثوليوم غير القابلة للذوبان غير سامة تمامًا. عند الحقن، يمكن أن يسبب الثوليوم تنكس الكبد والطحال ويمكن أن يتسبب أيضًا في تذبذب تركيز الهيموجلوبين. ينتشر تلف الكبد من الثوليوم في ذكور الفئران أكثر من إناث الفئران. على الرغم من ذلك، يحتوي الثوليوم على مستوى منخفض من السمية.[بحاجة لمصدر] في البشر، يوجد الثوليوم بكميات كبيرة في الكبد والكلى والعظام. يستهلك البشر عادةً عدة ميكروجرامات من الثوليوم سنويًا. لا تمتص جذور النباتات الثوليوم، وعادة ما تحتوي المادة الجافة للخضروات على جزء واحد لكل مليار من الثوليوم. الثوليوم الغبار ومسحوق سامة على استنشاق أو ابتلاع ويمكن أن يسبب انفجارات.

## روابط خارجية
- Poole, Charles P. Jr. (2004). Encyclopedic Dictionary of Condensed Matter Physics. Academic Press. ص. 1395. ISBN:978-0-08-054523-3. مؤرشف من الأصل في 2022-05-17.